# Veľké Leváre

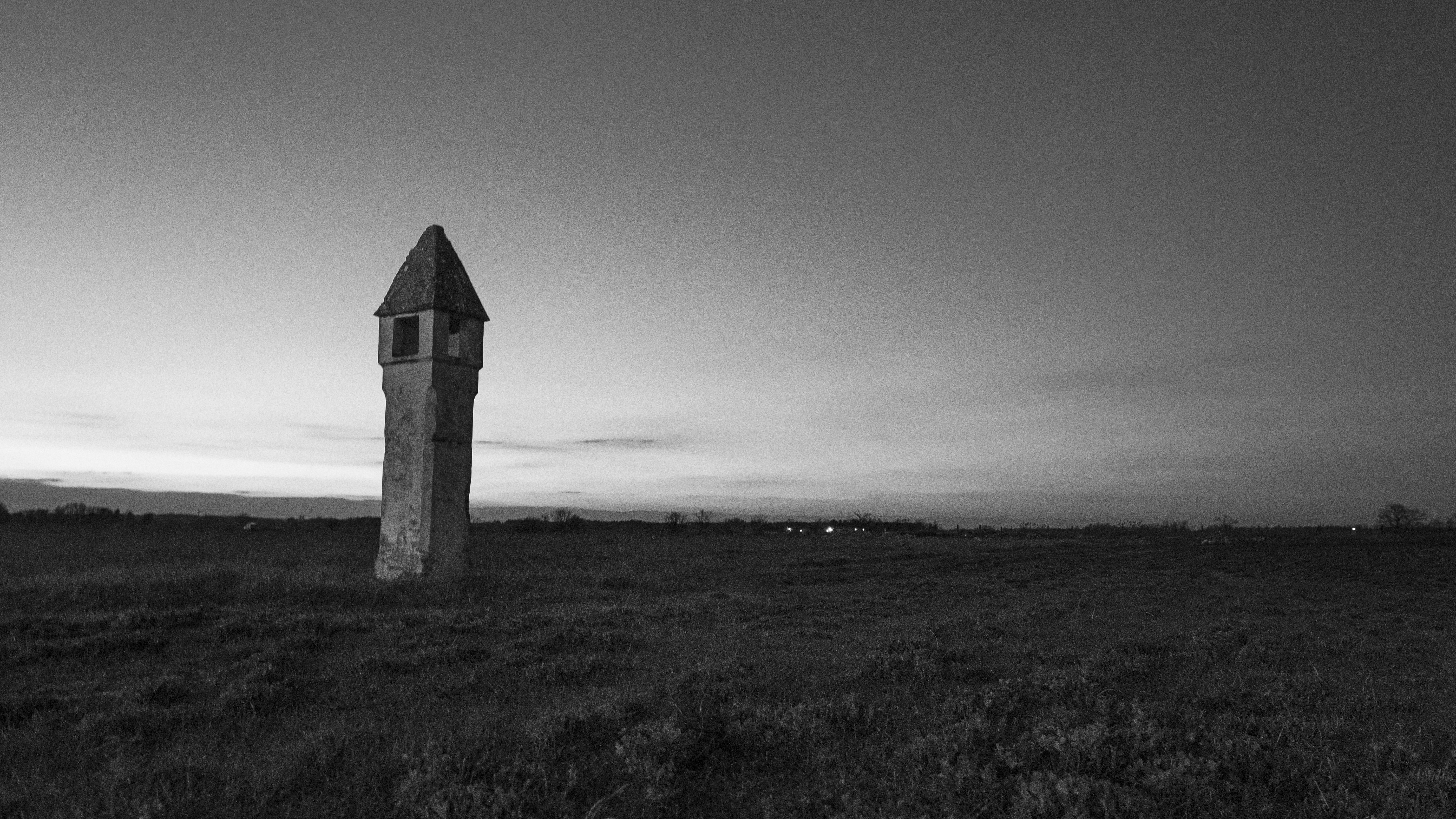
Monument à la crucifiction à Veľké Leváre. Mars 2019.

Veľké Leváre (allemand : Großschützen) est un village de Slovaquie situé dans la région de Bratislava.

## Histoire
Première mention écrite du village en 1378.

## Démographie

### Évolution de la population
| Année:               | 1994. | 2004.    | 2014.   | 2024.   |
| -------------------- | ----- | -------- | ------- | ------- |
| Nombre de personnes: | 3228  | 3554     | 3576    | 3762    |
| Différence:          |       | +10,09 % | +0,61 % | +5,20 % |

| Année:               | 2023. | 2024.   |
| -------------------- | ----- | ------- |
| Nombre de personnes: | 3751  | 3762    |
| Différence:          |       | +0,29 % |

## Politique
| Nom             | Parti politique      | date de l'élection | Fin du mandat |
| --------------- | -------------------- | ------------------ | ------------- |
| Štefan Kudlička | Candidat indépendant | 02.12.2006         | décembre 2010 |